# 職業特工隊
是一部於1996年上映的美國動作間諜電影，根據知名的同名電視劇《虎膽妙算》改編而成，由布萊恩·狄帕瑪執導，湯·告魯斯主演。這部電影於當年取得第三高的票房收入。
本片成功地開創不可能的任務電影系列，包括七部續集——第2集（2000）、第3集（2006）、（2011）、（2015）、《全面瓦解》（2018）及 第一章（上集）《致命清算》（2023）、第二章（下集）《最終清算》（2025）。

## 劇情
不可能任務情報局是一個中央情報局（CIA）底下非官方的組織，伊森·韓特（湯姆·克魯斯飾）是IMF其中一個隊伍的隊員，隊長為吉姆·費普斯（強·沃特飾）。這支隊伍前往布拉格去追捕一個叛徒，以阻止其將偷竊而來之情報外洩的行動，卻因為在執行任務時發生差錯，導致整隊隊員死亡，只有韓特殘活，於是韓特被誣指為潛伏已久的叛徒。韓特從後援的尤金恩（亨利·科澤尼飾）口中得知這個抓叛徒的任務其實是個餌，IMF的真正目的是想藉此找出誰是叛徒。為了洗刷罪名，討回清白，韓特即使被政府追殺，也不顧重重危機，決心直闖CIA總部找出真正的幕后黑手。
經過調查，韓特得知有個叫麥絲（凡妮莎·蕾格烈芙飾）的軍火商，想知道美國佈建在各地的情報員名單，於是韓特找來了許多高手，從CIA總部偷出情報員名單，並要求麥絲以真正的叛徒，還有價值一千萬美元的不記名美國國債券來交換，並安排了一個在法國高速列車進行的交易。
其實這是一個韓特設置的計策，他要從交易中挖出真相，最後，韓特把意圖竊取美國情報的麥絲交給CIA，也除掉了真正意圖出賣IMF的費普斯一行人。

## 演員
| 演員                                        | 角色                               | 備註 |
| 湯姆·克魯斯 Tom Cruise                      | 伊森·韓特 Ethan Hunt               | Impossible Mission Force. IMF特工，隸屬吉姆小隊，擅長易容。任務失敗後生還的他被誣指為叛徒，為了證明清白而找來老隊友們一起行動。 |
| 強·沃特 Jon Voight                          | 吉姆·費普斯 Jim Phelps             | IMF特工兼小隊隊長，克萊兒丈夫；伊森的上司，與他情同父子。                                                                       |
| 艾曼紐·琵雅 Emmanuelle Béart                | 克萊兒·費普斯 Claire Phelps        | IMF特工，吉姆妻子，隸屬吉姆小隊，負責掩護其他特工並負責交通事宜。                                                               |
| 克莉絲汀·史考特·湯瑪斯 Kristin Scott Thomas | 莎拉·戴維斯 Sarah Davies           | IMF特工，隸屬吉姆小隊，大使館任務中和伊森搭檔潛入臥底。                                                                         |
| 艾米利奧·艾斯特維茲 Emilio Estevez          | 傑克·哈蒙 Jack Harmon              | IMF特工，隸屬吉姆小隊，電子戰專家。                                                                                             |
| 英格鮑嘉·戴肯耐 Ingeborga Dapkūnaitė        | 漢娜·威廉絲 Hannah Williams        | IMF特工，隸屬吉姆小隊，擅長監視作業。                                                                                           |
| 亨利·科澤尼 Henry Czerny                    | 尤金恩·基特里奇 Eugene Kittridge   | IMF特工，負責率領另一支小隊調查IMF裡的叛徒。                                                                                    |
| 凡妮莎·蕾格烈芙 Vanessa Redgrave            | 麥絲 Max                           | 黑市軍火商，希望獲得CIA的秘密特工「NOC」名單。                                                                                  |
| 文·雷姆斯 Ving Rhames                       | 路德·史提寇 Luther Stickell        | 前IMF特工，被伊森找為臨時小隊的成員，頂尖駭客。                                                                                 |
| 尚·雷諾 Jean Reno                           | 法蘭茲·克里格 Franz Krieger        | 前IMF特工，經克萊兒引薦而加入伊森的臨時小隊，擅長調度資源。                                                                     |
| 馬賽·尤瑞斯 Marcel Iureş                    | 亞歷山大·戈里辛 Alexander Golitsyn | 美國駐布拉格大使館的館員，已背叛國家，決定售出手中得到的機密特工名單。但實為IMF的特務之一，為了引出叛徒而行動著。               |
| 卡雷爾·多布里 Karel Dobrý                   | 馬蒂亞斯 Matthias                  | 麥絲手下，接應伊森和麥絲會面。                                                                                                  |
| 羅夫·薩克森 Rolf Saxon                      | 威廉·唐洛 William Donloe           | CIA分析師，負責終端處理及分析。                                                                                                 |
| 達爾·戴 Dale Dye                            | 法蘭克·巴恩斯 Frank Barnes         | IMF特工，隸屬基特里奇小隊。 |

## 製作
本片的主體拍攝於1995年3月13日開始，於布拉格和伦敦進行製作。

## 評價
爛番茄新鮮度63%，基於54條評論，平均分為6/10，而在Metacritic上得到59分，IMDB上得7.1分，獲得普遍好評。
本片是當年票房第三高的電影，不過撇開票房來說，本片被批評的地方在於不夠忠於原電視影集《虎膽妙算》，而且把焦點太過聚集在湯姆·克魯斯身上，而不是整體的團隊合作，同時電影也把原影集領導角色吉姆塑造成CIA的叛徒，另外電影的劇本也被批評太過複雜。基本上本片的演員的演技都被認為平平，不過一般認為，本片比起續集《不可能的任務2》更忠於原影集。

## 票房
- 預算 - $80,000,000
- 行銷成本 - N/A
- 開畫票房收入 - $63,531,648
- 美國總收入 - $180,981,856
- 海外總收入 - $276,714,503
- 全球總收入 - $457,696,359

## 軼事
- 在原影集扮演吉姆（龍頭）的彼得·葛瑞夫，在了解到角色在電影中是個反派且會死後，拒絕接受演出同一個角色。而同樣演出原影集的馬丁·蘭道和格雷格·莫里斯（英语：Greg Morris）也對電影的內容頗有微詞。
- 死忠的電視影集影迷，對於吉姆這個角色的遭遇以及電影太過於把焦點放在一個角色身上有所不滿。
- 本片是第一部在全美3000家戲院上映的電影。

## 外部連結
- 互联网电影数据库（IMDb）上《職業特工隊》的资料（英文）
- 爛番茄上《職業特工隊》的資料（英文）
- Metacritic上《職業特工隊》的資料（英文）
- Box Office Mojo上《職業特工隊》的資料（英文）
- AllMovie上《職業特工隊》的资料（英文）
- 開眼電影網上《職業特工隊》的資料（繁體中文）
- 时光网上《職業特工隊》的資料（简体中文）
- 豆瓣电影上《職業特工隊》的資料 （简体中文）